# ピラーダ
ピラーダ (Pirada) はギニアビサウ北東部の町。ガブ州ピラーダ区に位置し、ピラーダ区の首府である。セネガルとの国境に面している。